# ميخائيل بلوم (ملحن)
ميخائيل بلوم (بالإنجليزية: Michael Blum)‏ هو عازف جاز وملحن أمريكي، ولد في 30 مايو 1993 في نك الكبرى ‏ في الولايات المتحدة.

## وصلات خارجية
- ميخائيل بلوم على موقع ميوزك برينز (الإنجليزية)